# Union sportive tunisienne
 (août 2024).
Si vous disposez d'ouvrages ou d'articles de référence ou si vous connaissez des sites web de qualité traitant du thème abordé ici, merci de compléter l'article en donnant les références utiles à sa vérifiabilité et en les liant à la section « Notes et références ».
Maillots
L’Union sportive tunisienne (arabe : الاتحاد الرياضي التونسي), plus couramment abrégé en US Tunisienne, est un club tunisien de football fondé en 1917 et basé à Tunis, la capitale du pays.
L'UST est la section football du club omnisports du même nom, qui demeure le doyen des clubs en activité même si sa section de football féminin est la seule à être encore active.

## Histoire

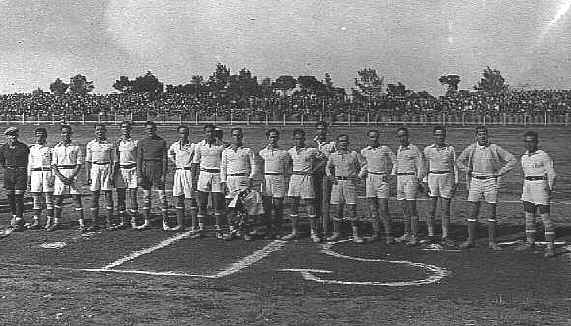
Joueurs de l'Union sportive tunisienne.

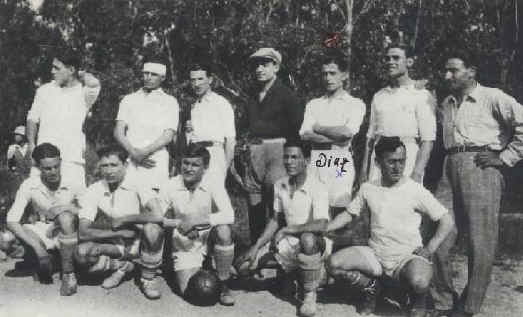
Équipe en 1932.

Ce club est fondé en 1917 par décision administrative à la suite de graves incidents ayant opposé les joueurs et les supporteurs du Stade tunisois (exclusivement juifs) et ceux du Stade africain (à majorité musulmane) à l'occasion d'une rencontre disputée lors des fêtes marquant la fin de la Première Guerre mondiale. Il est alors décidé de fusionner les deux clubs en un unique club qui devrait symboliser la tolérance, la coexistence et l'unité parmi les différentes communautés tunisiennes.
Le premier comité réunit des représentants des deux communautés : Alfred Nataf, Mustapha Turki, Albert Perez, Salah Soudani, Émile Serfati ou encore Adolfe Bellaiche. L'équipe regroupe notamment Hédi Sfar, Mustapha Zmerli, Adolfe Bellaiche, Nessim Berrebi dit Chamou, Tijani Kabadou et Saïd  Klibi. Cependant, l'apparition de l'Espérance sportive de Tunis en 1919 puis du Club africain en 1920 favorise l'ancrage communautaire des clubs sportifs : le Racing et le Sporting pour les Français, le Red Star et la Mélita pour les Maltais, l'Italia pour les Italiens, l'Espérance sportive de Tunis et le Club africain pour les musulmans, l'UST restant devint un club exclusivement juif.

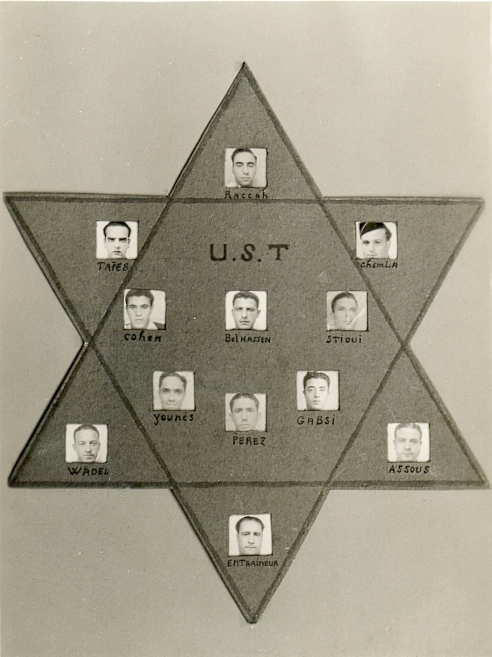
Carte postale de l'équipe.

Cette situation favorise son rayonnement et lui permet de devenir populaire : de grandes personnalités de la vie sociale et économique se relaient à sa présidence : Adolfe Bellaiche, Henri Smadja (fondateur de La Presse de Tunisie), Albert Haddad, Jacques Bismuth ou encore Moïse Slama. Des entraîneurs spécialisés sont recrutés et les résultats ne se font pas attendre : un premier doublé (championnat et coupe) est obtenu en 1930, un autre est réalisé l'année suivante et un troisième en 1933 avec deux coupes remportées en 1934 et 1935. Mais cette période faste est interrompue par la Seconde Guerre mondiale. Les joueurs se dispersent : certains rejoignent le Club africain comme André Tuil ou la Jeanne d'Arc d'avant-garde alors que d'autres raccrochent. Ce n'est qu'en 1945 que le club reprend ses activités alors que Jacques Bismuth reprend la présidence du club. Une nouvelle génération de joueurs dont les chefs de file sont Raymond Younes, Popaul Perez et Élie Taieb a pris la relève et Kiki Lakhal, qui a raccroché en tant que joueur, est là pour transmettre son savoir-faire technique et prêter main aux entraîneurs de renom que le club engage. Ce dernier revient alors progressivement à sa vocation multi-confessionnelle mais le départ en France de ses meilleurs joueurs cause sa rétrogradation en 1950. 
Il lui faut beaucoup de patience pour revenir à nouveau parmi l'élite après l'indépendance de la Tunisie. Toutefois, l'émigration d'un grand nombre de supporters et de joueurs oblige les présidents successifs — Joseph Cohen, Albert Cohen-Boulakia et Georges Brami — à se lancer dans une politique des recrutements à outrance qui fait de l'UST une équipe à l'attaque prolifique (63 buts marqués en 1958 et 59 en 1959) grâce à Mejri Hnia, Hamadi Hénia ou Popaul Perez. Les places d'honneur sont fréquentes mais les titres ne suivent pas à l'exception de la coupe Chaker obtenue en 1961 et des titres obtenus dans d'autres disciplines (handball et volley-ball).
L'enthousiasme s'étiole peu à peu avec les départs de Mokhtar Ben Jerad et Hamadi Hénia mais surtout avec les vagues successives d'émigration des juifs tunisiens qui affectent le club. À la fin de la saison 1964-1965, il rétrograde en seconde division et se trouve alors au bord de l'abandon et de la dissolution. Un jeune étudiant de l'époque, Jean-Pierre Liscia, en devient le président et le demeure encore depuis plus de 45 ans. 
Les jeunes joueurs comme Jeannot Brami, Mongi Fekir, Youssef Ben Yahia, Ali Sraieb et Giovanni di Marco, épaulés par les chevronnés comme Hassen Refai et Saad Karmous, permettent à l'UST de retrouver l'élite en 1969. Néanmoins, un malheureux concours de circonstance — dissolution de l'Espérance sportive de Tunis en cours de championnat et sa réhabilitation en période estivale au détriment de l'UST qui croyait avoir sauvé sa place en nationale — condamne deux ans plus tard le club.
Après une résistance de huit ans en seconde division (1971-1979) puis trois en troisième division (1979-1981), l'UST sombre définitivement dans les profondeurs du classement malgré tous les efforts de son président. Redevenu, un simple club de quartier, l'UST comme d'autres ne peut plus rivaliser avec les grands clubs professionnels. À contrecœur, Liscia dissout en 2004 l'équipe des seniors pour espérer repartir sur des bases solides avec les minimes et les cadets. Mais, trois ans après, ces deux sections sont à leur tour dissoutes. Par conséquent, seule l'équipe de football féminin continue à défendre les couleurs du doyen des clubs tunisiens de football avec un titre obtenu en 2005, celui de la première édition du championnat de Tunisie féminin de football, et un autre en 2010, la super coupe.

## Palmarès
| Palmarès masculin | Palmarès féminin |
| --- | --- |
| - Championnat de Tunisie (3) : - Champion : 1930, 1931, 1933 - Coupe de Tunisie (5) : - Vainqueur : 1930, 1931, 1933, 1934, 1935 - Coupe Hédi Chaker (1) : - Vainqueur : 1959 - Championnat d'Afrique du Nord (0) : - Finaliste : 1934 | - Championnat de Tunisie féminin (1) : - Champion : 2005 - Finaliste : 2018 - Coupe de Tunisie féminine (0) : - Finaliste (6) : 2005, 2006, 2010, 2017, 2018, 2023 - Supercoupe de Tunisie féminine (1) : - Vainqueur : 2010 - Coupe de la Ligue tunisienne féminine de football (1) : - Vainqueur : 2016 |

## Anciens joueurs

### 1923-1932
- André Azoulay
- Nessim Berrebi dit Chamou
- Poli Bloch
- Ganouna Cohen
- Jacques Cohen
- David Fitoussi
- Jacques Guez
- Edmond Krief
- Sitbon dit Kiki Lakhal
- Elie Soussan
- André Tuil
- Gaston Tuil
- Joseph Tuil
- Edmond Zerbib

### 1945-1956
- Joseph Attia
- Youssef Gabsi
- Albert Gagueche dit Gabsi
- Hamadi Hajri
- Sarraj Halouani
- Michel Levy
- Raymond Nataf
- Mustapha Ouali
- Paul dit Popaul Perez
- Edmond Sfez
- Claude Slama
- Georges Smadja
- Léon Smadja
- Élie Taieb
- Gaston Taïeb
- Raymond Younes

### 1957-1965
- Victor Assous
- Belgacem Aouadia
- Ali Bellil
- Mokhtar Ben Jerad
- Brahim Ben Miled, alias Farzit
- Krimo Rebih
- Alexandre Brami
- Abdessatar Draoui dit Guenni
- Said Fetni
- Noureddine Fradi
- Hammadi Henia
- Mejri Henia
- Abdellatif Morai
- Paul Perez
- Roger Scemama
- Ahmed Sghaier
- Bébé Slama
- Fanfan dit Fanfan Jérusalem

### 1966-1971
- Youssef Ben Yahia
- Jean dit Jeannot Brami
- Giovanni Di Marco
- Mongi Fekir
- Hassan Kandil
- Saada Khamous
- Béchir Kekli dit Gattous
- Mohamed Khiari
- Hassen Refai
- Larbi Saïdi dit Grey
- Ali Sraieb

## Autres sections
- Handball
- Volley-ball